# Катастрофа Ан-24 под Каиром
Катастрофа Ан-24 под Каиром — авиационная катастрофа, произошедшая в пятницу 18 марта 1966 года в окрестностях Каира с Ан-24Б авиакомпании United Arab Airlines, при этом погибли 30 человек.

## Самолёт
Ан-24Б с заводским номером 57302009 и серийным 020-09 был выпущен заводом Антонова 1965 году. Затем его продали египетской авиакомпании United Arab Airlines (с 1971 года — EgyptAir), куда самолёт поступил 20 июня и получил бортовой номер SU-AOA.

## Катастрофа
Самолёт выполнял пассажирский рейс MS749 по маршруту Берлин — Никосия — Каир. Первый этап полёта прошёл нормально. В 15:49 с 5 членами экипажа и 25 пассажирами на борту Ан-24 вылетел в Каир.
На протяжении всего полёта по маршруту экипаж столкнулся со сложными погодными условиями. Помимо этого, в Каире в это время была пыльная буря. Экипаж связался с диспетчером авиакомпании и попросил информацию о доступных запасных аэродромах. При этом экипаж указал, что они летят через сильную грозу с признаками обледенения, на лобовом стекле появилась трещина из-за грозы, магнитный компас отказал, а показания высотомеров отличаются друг от друга: один показывает 24 тысячи футов (7,32 км), а другой — 25 тысяч футов (7,62 км). В качестве запасных аэродромов были доступны Александрия, Порт-Саид и Эль-Ариш, но экипаж тем не менее принял решение следовать в Каир.
На подходе к аэропорту Каира экипаж получил разрешение выполнять заход и посадку на полосу 23. После этого рейс 749 на связь не выходил. В 5 километрах северо-восточнее аэропорта Ан-24 врезался левой плоскостью в песчаную дюну, после чего, потеряв управление, врезался в землю и полностью разрушился. Все 30 человек на борту погибли. Один из погибших был министром сельского хозяйства Йемена — Али Мохаммед Абду.

## Причины
Причиной катастрофы была названа ошибка экипажа, который на заключительном этапе полёта снизился ниже безопасной высоты, что и привело к столкновению с дюной. Вероятной причиной снижения под безопасную высоту послужил переход с полёта по ППП на ПВП, притом что фактические метеоусловия требовали значительного времени для адаптации экипажа при переходе на визуальный полёт.